# Bahnhof Forsbach
Bahnhof Forsbach war ein Ortsteil, der im Königsforst an der Bahnstrecke Köln-Mülheim–Lindlar lag, im Wesentlichen aus Bahnhofsgebäuden bestand und 1979 geschleift wurde. Er befindet sich inzwischen als Wüstung im Stadtteil Bockenberg von Bergisch Gladbach.

## Lage und Beschreibung
Bahnhof Forsbach lag etwa 1,5 km nordwestlich von Forsbach oberhalb des Giesbaches auf einer Höhe von 128 m ü. NHN und war mit Forsbach über den Brück-Forsbacher-Weg verbunden, der am Nordausgang von Forsbach von der Bensberger Straße (L 288) abzweigt und über den die Ortschaft nach etwa 1100 Metern erreicht wurde.
An der Zuwegung von Forsbach stand unmittelbar vor den eigentlichen Bahnhofsgebäuden ein zweigeschossiges Wohngebäude für Bahnbedienstete. Zuletzt wurde es von rumänischen Forstarbeitern bewohnt. Im Warteraum des Bahnhofs befand sich eine Gaststätte unter anderem für Wanderer, die von hier aus durch den Königsforst wandern wollten.:70
In dem Gemeindelexikon der Rheinprovinz ist der Ort Bahnhof Forsbach unter diesem Namen als Wohnplatz der Landgemeinde Bensberg aufgeführt. In der Ausgabe 1897 wird für den Ort ein Wohnhaus mit 13 Einwohnern angegeben, in der Ausgabe von 1909 sank die Zahl der Einwohner auf neun.
Während des Zweiten Weltkriegs gab es im Bereich des Königsforstes zahlreiche Munitionslager, was im Jahr 1943 beim Absturz eines viermotorigen amerikanischen Bombers unweit von Bahnhof Forsbach hätte zur Katastrophe führen können. Wegen der dauernden Gefahr durch Brandbomben war auf der Station in den Kriegsjahren eine Lok mit Gepäckwagen zur Evakuierung des Bahnpersonals und der Bewohner stationiert. Sie blieb, wie das installierte Flakgeschütz, ungenutzt. Überreste des Luftschutzbunkers sind erhalten. Die kohlebefeuerten Lokomotiven verursachten wiederholt kleinere Waldbrände, die durch die Forstamtmänner gelöscht werden mussten.:72
Zwischenzeitliche Pläne der Forstverwaltung, nach Einstellung des Zugverkehrs in der Anlage ein Waldmuseum einzurichten, fanden keine Realisierung. Schließlich wurden 1979 alle noch verbliebenen Gebäude niedergelegt, womit zugleich die Ortschaft wüst fiel.:73

## Bahngeschichte

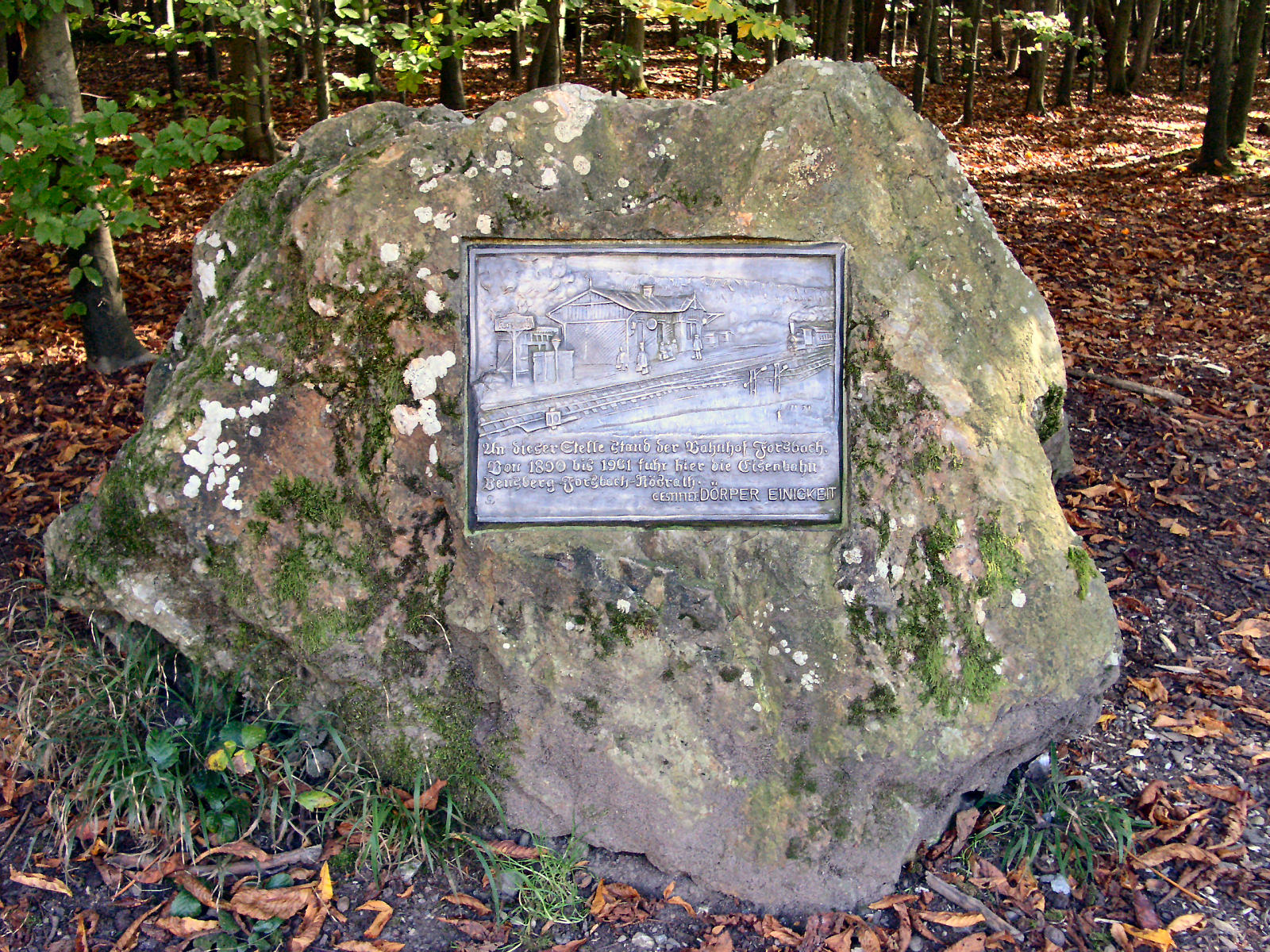
Stein mit Bronzeplakette als Erinnerung an den ehemaligen Bahnhof Forsbach

Der namensgebende Bahnhof Forsbach wurde um 1889/90 errichtet, als die 1868 eingerichtete Eisenbahnverbindung zwischen Mülheim und Bergisch Gladbach nach Forsbach, Untereschbach und Immekeppel (1912 schließlich bis Lindlar) verlängert wurde. Die Eröffnung des Teilabschnittes von Bensberg nach Hoffnungsthal erfolgte am 1. Juli 1890. Eine feierliche Einweihung unterblieb jedoch in Forsbach. Mülheim konnte nun per Zug in 50 Minuten erreicht werden (1897), was für die aus Forsbach kommenden Fabrikarbeiter eine bedeutende Verbesserung darstellte.:69 Als am 1. Oktober 1960 der letzte Personenzug Forsbach verließ, sah dessen Bahnhofsgebäude bereits „verlassen und verwittert“ aus. Der Express-, Stückgut und Ladungsverkehr war vor Ort schon seit dem 29. Mai 1960 eingestellt.:73 Im Jahr vor der Einstellung des Personenzugverkehrs 1959 kostete eine Fahrt von Forsbach nach Köln-Mülheim mit 1,40 DM das zweifache einer Busfahrt – unter Berücksichtigung des zuvor erforderlichen Anweges durch den Wald.:72 1962 erfolgte der Abbau der Gleise.:69
Beim Bau der Eisenbahnstrecke hatte man die kürzeste und einfachste Trasse ausgewählt. Besonders wollte man den Anstieg nach Forsbach vermeiden. Andererseits lag Forsbach so nah, dass eine Versorgung des Ortes von diesem Bahnhof aus möglich war. Deshalb gab man ihm den Namen Forsbach, obwohl er auf dem Gebiet von Bensberg lag, das zum 1. Januar 1975 mit Bergisch Gladbach zusammengelegt wurde. Nach dem Ersten Weltkrieg kam es immer wieder beim Güter- und Gepäcktransport zu Verwechslungen mit anderen Orten wie zum Beispiel Forbach oder Ferbach. Daher bat das Bürgermeisteramt Forsbach die Reichsbahndirektion Elberfeld, dem Bahnhof Forsbach den Zusatz „Bezirk Köln“ zu geben. Daraufhin lautete die Bezeichnung in den folgenden Fahrplänen Forsbach (Bez Köln),:71 zwischenzeitlich auch Forsbach (Bz Köln).
Forsbach war ein typischer Nebenstreckenbahnhof mit Fahrkartenschalter, Stellwerk und zwei Bahnsteigen. Weiter waren ein Ausweichgleis sowie ein Ladegleis vorhanden. Letzteres endete an einer für den Güterverkehr (insbesondere Holz des nahegelegenen Sägewerks und Kohle) eingerichteten Ladestraße mit Waage.:70 Insgesamt wies er als Kreuzungsbahnhof, an dem sich die entgegenkommenden Züge begegneten, bei drei Gleisen fünf Weichen auf.:69
Zur Erinnerung an den Bahnhof hat die Forsbacher Dorfgemeinschaft Dörper Einigkeit 1994 einen Stein mit Bronzeplakette aufgestellt.:73